# Landschaftspark Hoheward

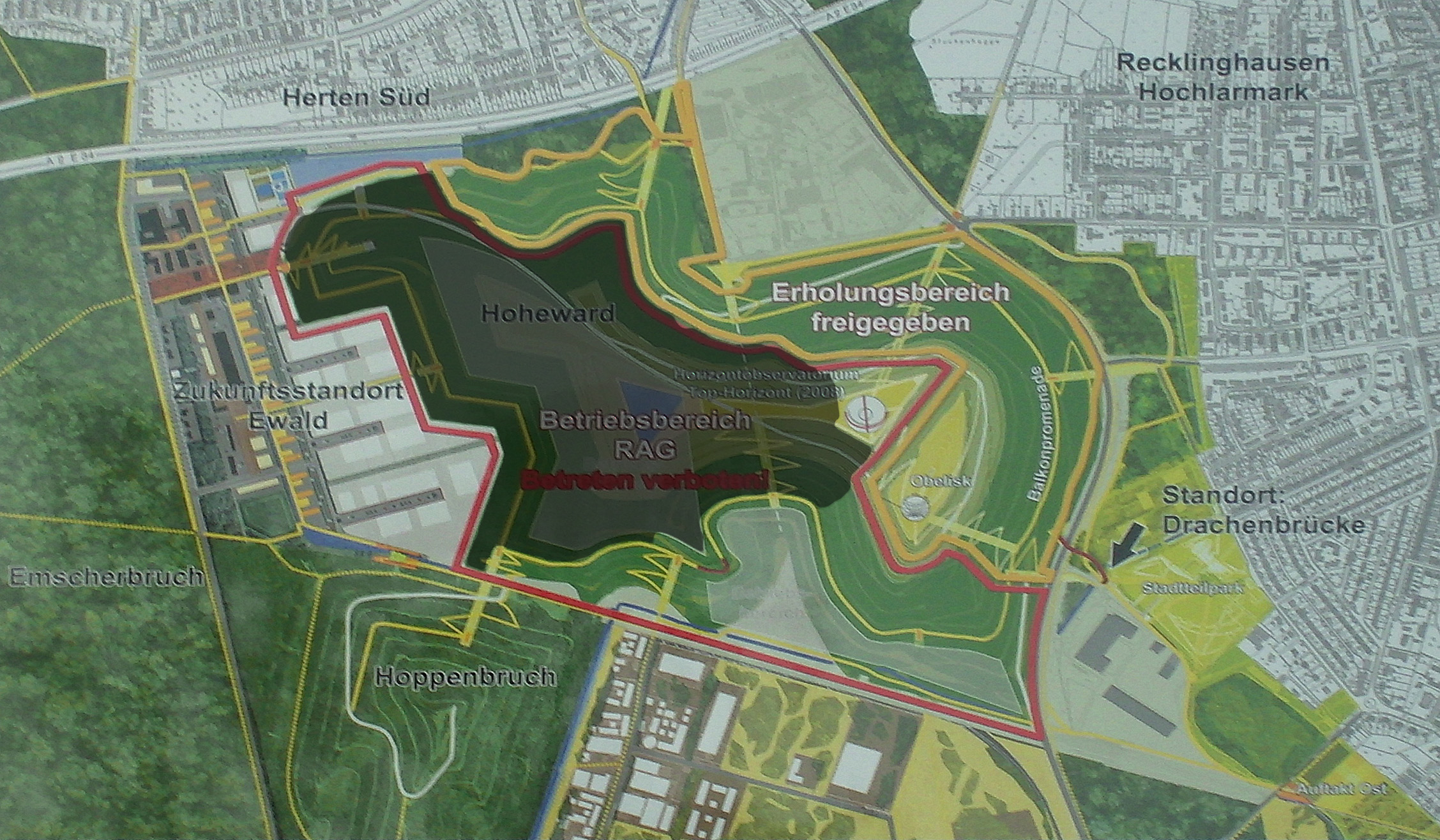
Infotafel zur Halde Hoheward mit dem farbig markiertem Landschaftspark

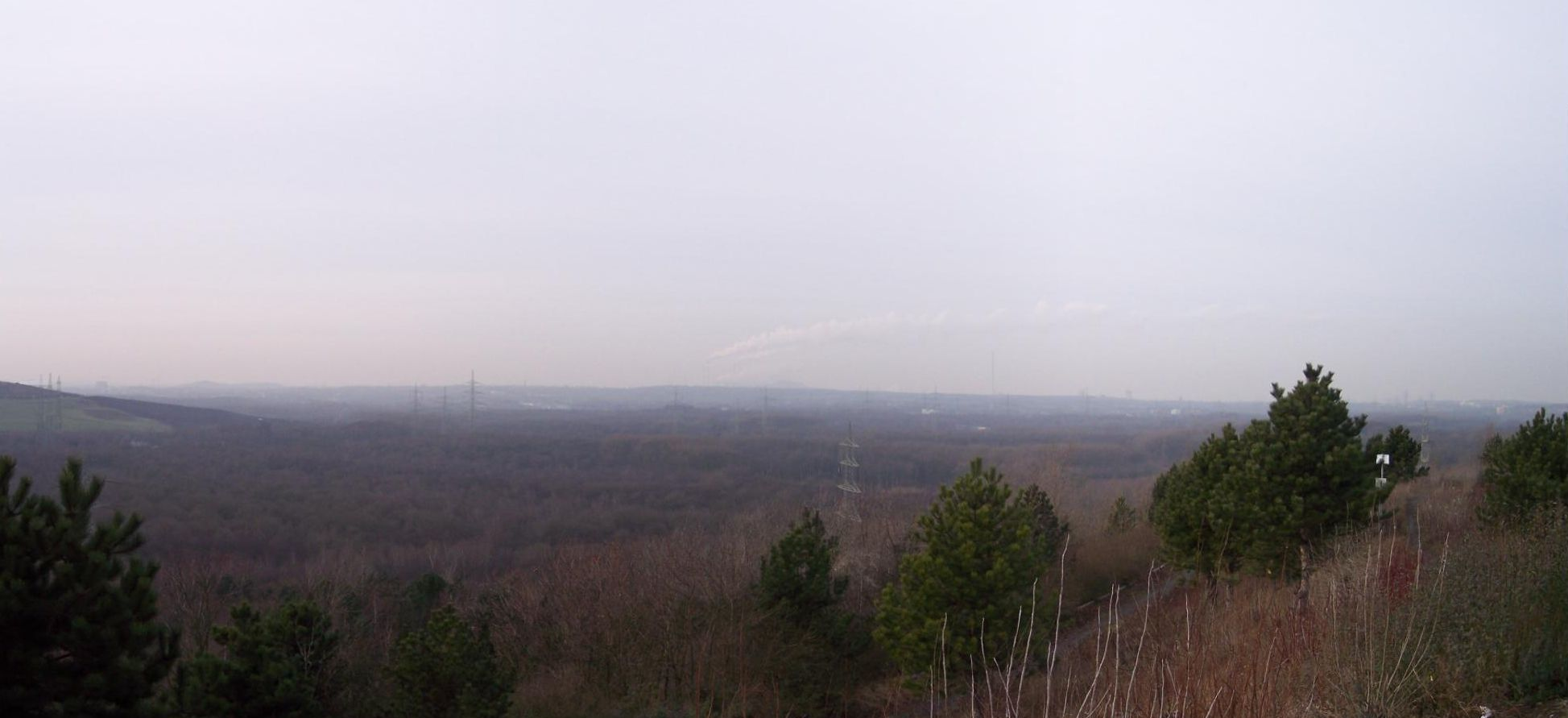
Blick über das Gebiet des Landschaftsparks

Der Landschaftspark Hoheward (vormals Landschaftspark Emscherbruch) ist ein öffentlich-rechtliches Rekultivierungsprojekt im nördlichen Ruhrgebiet, das rund 7,5 km² ehemalige Industrieflächen und Bergehalden des Steinkohlebergbaus am Rande der Städte Herten (Südstadtteil Hertener Mark) und Recklinghausen (Südweststadtteil Hochlarmark) zu einer Erholungsparklandschaft neu gestaltet. Die Planung begann 2001, die bauliche Durchführung 2004, die Fertigstellung war für 2015 anvisiert. Seit 2016 scheint der Landschaftspark weitgehend fertiggestellt, allerdings sind keine Vollzugsverlautbarungen von Seiten der Betreiber vernehmbar gewesen. Seit Anfang 2011 wird der Landschaftspark in der Route der Industriekultur geführt.

## Geographisches

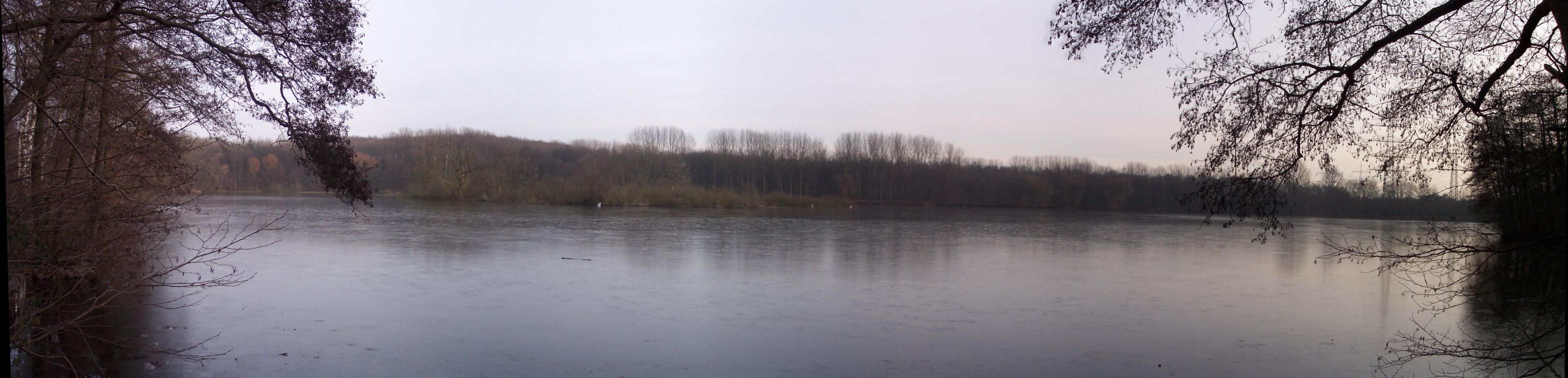
Ewaldsee

Der zwischen Gelsenkirchen, Herne, Herten und Recklinghausen gelegene Emscherbruch stellt einen letzten Rest der vorindustriellen Sumpflandschaft dar, die die in der Eiszeit geformte Talmulde einnahm. Die heutige Vernässung geht zum großen Teil auf Bergsenkungen und daraus entstandene Bodenmulden zurück. Hier ist eine Art Bruchwald mit zahlreichen Restflächen und kleineren Gewässern entstanden. Am Rande des Emscherbruchs liegt der durch Materialentnahme für den Bau der A 2 entstandene Ewaldsee. Der Emscherbruch mit seinen Waldtümpeln, Wassergräben und Dauerstauflächen bildet mit den ortsüblichen Pflanzenarten und dem auf Bergbaufolgeflächen entstandenen Industriewald ein Landschaftsbild, das noch eine gewisse Vorstellung davon vermitteln kann, wie das Emschertal vor Beginn der Industrialisierung einmal ausgesehen hat. Siedlungsnahe Bereiche werden, teilweise auch informell, als Naherholungsgebiet genutzt.
Große Teile des ursprünglichen Emscherbruchs wurden zur Ablagerung von Reststoffen auf Halden und Deponien verbraucht. So liegt westlich des Landschaftsparks, in der Resser Mark, eine der größten Mülldeponien des Ruhrgebiets, die Zentraldeponie Emscherbruch (120 m ü. NHN). Auch die Halde Hoheward (152,5 m ü. NN), gewissermaßen das Herzstück des Landschaftsparks, dritthöchste und flächenmäßig größte Bergehalde des Ruhrgebiets, baut auf zwei ehemaligen Müllhalden auf. Sie bildet mit der etwas älteren Halde Hoppenbruch (113 m) ein Haldenensemble, das durch einen weniger als 1 km breiten naturnahen Emscherbruchstreifen von der Zentraldeponie getrennt ist. Im ursprünglich weitläufigen Tiefland ist eine anthropogen überformte Industriefolgelandschaft entstanden.

## Aufbau des Landschaftsparks
Der Landschaftspark Hoheward umfasst Biotope, Industriegebiete und Infrastrukturen. Die Betreiber des Landschaftsparks beschreiben auf Infotafeln verschiedene Teile des Landschaftsparks, erklären jedoch keine Zuständigkeiten und Grenzen. Im Einzelnen:
- Mit „Hertener Mark“ bezeichnet wird der Westen des gleichnamigen Stadtteils mit naturnahem NSG Hertener Emscherbruch nebst kleinen Randanteilen am Ewaldsee sowie, südlich davon, den Waldfriedhof Herne. Es bleibt aber z. B. unklar, ob die Landschaftsparkbetreiber Zuständigkeit für das Naturschutzgebiet und vor allem den Friedhof haben
- Mit „Zukunftsstandort Ewald“ wird das Gelände der ehemaligen Zeche Ewald, Schächte 1, 2 und 7 mit den drei erhaltenen Fördertürmen und Industriegebiet an der heutigen Albert-Einstein-Allee, aber auch mit „Ewaldpromenade“ und Gastronomie bezeichnet.
- Halde Hoppenbruch
- Halde Hoheward
- Recklinghäuser Gebiet „Kohlkamp“, womit der grüne Südwesten von Hochlarmark bezeichnet wird
- „Industriegebiet Herten-Süd“, bezeichnet das Industrie- und Gewerbegebiet an der Straße Im Emscherbruch nebst Straßen Hertener Mark und Hohewardstraße mit laut Infotafel 125 m breitem „Biotopkorridor“ von Nord nach Süd, der allerdings auf aktuellen (2022) feintopographischen Karten nicht erkennbar ist.
- „Stadtteilpark Hochlarmark“ an der ehemaligen Zeche Recklinghausen 2, Schächte 1, 2 und 4, von denen der Förderturm von Schacht 4 noch steht.
- Eingezeichnet ist auch das „DEUMU-Gelände“[2] der ehemaligen Zeche Recklinghausen 1 in Recklinghausen-Süd (bzw. im statistischen Bezirk Grullbad), das unmittelbar östlich der Bahngleise zwischen der Emscher und der Theodor-Körner-Straße spitzwinkelig nach Norden verläuft. Es wird indes nicht erläutert, ob und was dieses Gebiet mit dem Landschaftspark zu tun haben soll, sondern es wird vage erklärt: „Umwelt- und Stadtpolitik werden die weitere Nutzung nachhaltig beeinflussen.“
- Unter „Emscherband“ erklären die Landschaftsparkbetreiber, entsprechende Flächen für den Umbau des Emschersystems reserviert zu haben.

Genaue Grenzen des Landschaftsparks werden nicht angegeben. Von der 6,5 km² großen Hertener Mark wird nur der insgesamt 0,30 km² große Nordostteil mit Industriegebiet Industriestraße und einem Kleinsegment des NSG Brandhorster Wald nicht genannt. In Hochlarmark gehören potentiell bis zu 1,46 km² zum Landschaftspark, wenn man davon ausgeht, dass er auf Recklinghäuser Seite an der Salentinstraße nach Norden endet. Das aufgeführte bzw. farbig markierte ehemalige Zechengelände in Süd bzw. Grullbad hat eine Fläche von etwa 0,29 km², für die es jedoch keinen expliziten Hinweis gibt, Teil des Landschaftsparks zu sein. Der Korridor zum Kohlkamp ist an der deutlich separierenden A 43 nur etwa 350 m lang/breit, das Gebiet reicht jedoch als sehr schmaler Dreiecksstreifen rund 1,5 km nach Norden.

## Strukturen
Auftraggeber dieses Kooperationsprojekts sind die Städte Herten und Recklinghausen, der Regionalverband Ruhr (RVR) und die Deutsche Steinkohle AG bzw. die RAG Aktiengesellschaft. Geplant haben mehrere Landschaftsarchitekten, Planungsbüros und Astronomen seit 2001, um mit Fördergeldern des Landes NRW und anderer Unterstützer ein tragfähiges Finanzierungskonzept und einen attraktiven, öffentlichen Naherholungspark mit zahlreichen Anziehungspunkten (Sonnenuhr mit Obelisk, Horizontobservatorium, Balkon-Promenade, Himmelssee – siehe Halde Hoheward) zu erstellen. Die Maßnahmen allein des ersten Realisierungsabschnitt haben ein Kostenvolumen von ca. 9 Mio. € umfasst.
Die Arbeitsteilung ergibt im Einzelnen für:
- die Stadt Herten: die Ewaldpromenade mit der Wasserachse auf dem Gelände der ehemaligen Zeche Ewald
- die Stadt Recklinghausen: die Entwicklung des Gartenbandes (südlicher Teil) und der Platzfläche „Auftakt Ost“ des Aktiv-Linear-Parks
- den RVR: die Erschließung der Ost- und Nordflanke der Halde durch die Ring- und Balkon-Promenade sowie Gestaltung der Landmarken auf den Gipfelplateaus.
- den Initiativkreis Horizontastronomie im Ruhrgebiet e. V.: Idee, Entwurf, Planung und wissenschaftliche Begleitung der Projekte Sonnenuhr und Horizontobservatorium.

## Aufschlussreiche Zitate
- „Halden als von Menschenhand geschaffene Berge sind eine riesige städtebauliche Chance, die wir konsequent nutzen und genutzt haben. In Szene gesetzt mit Landmarken geben sie dem Ballungsraum markante Gesichtszüge und helfen den Menschen sich in der Metropole Ruhr zu orientieren. Schon bald wird sich die Halde Hoheward einfügen in die Reihe bekannter Landmarken wie beispielsweise der Halde Beckstraße in Bottrop mit dem Tetraeder (Bottrop) oder der Schurenbachhalde in Essen mit der einzigartigen Bramme für das Ruhrgebiet.“ (Heinz-Dieter Klink, Direktor des Regionalverbandes Ruhr)
- „Der Emscher Landschaftspark zielt auf die integrierte Entwicklung von Stadt, Landschaft und Arbeit. Er zählt daher zu den Handlungsfeldern des von der Landesregierung aufgelegten Wachstums- und Beschäftigungspakts Ruhr. Leitprojekt des Masterplans Emscher Landschaftspark 2010 ist das ‚Neue Emschertal‘ als die Vision eines durchgängigen Grünzuges von Duisburg bis Dortmund entlang der umgebauten Emscher als Teil einer integrierten neuen Entwicklungsachse für die Bereiche Arbeit, Wohnen, Umwelt und Lebensqualität. Der Landschaftspark Emscherbruch mit der Halde Hoheward fügt sich beispielhaft in diese integrierte Entwicklungsstrategie ein.“ (Bärbel Höhn, bis 2005 Ministerin für Umwelt, und Naturschutz, Landwirtschaft und Verbraucherschutz des Landes Nordrhein-Westfalen)